# Zivilgesellschaft
Zivilgesellschaft bezeichnet umgangssprachlich einen Teilbereich der gesellschaftlichen Öffentlichkeit, in dem in Abgrenzung von Staat und Privatwirtschaft soziale Aktivitäten und Zusammenschlüsse weder der Erringung und Ausübung politischer Macht einerseits noch der Erwirtschaftung von materiellen Gütern und Profit andererseits dienen. In einem engeren Sinn bezeichnet Zivilgesellschaft also die öffentliche Einflussnahme von Nichtregierungsorganisationen. In einem weiteren Sinne werden auch Vereinsarbeit, freiwilliges und ehrenamtliches Engagement, Bürgerbeteiligung und -initiativen sowie Wohlfahrtsverbände und Stiftungen zur Zivilgesellschaft gezählt. Häufig wird der Begriff Zivilgesellschaft synonym mit dem Ausdruck Dritter Sektor bzw. Nonprofit-Bereich gebraucht.
In sozialwissenschaftlichen Theorien existieren darüber hinaus unterschiedliche Definitionen der Zivilgesellschaft, die teilweise vom umgangssprachlichen Gebrauch abweichen. Der Begriff Zivilgesellschaft besitzt darüber hinaus große historische Gemeinsamkeiten mit den Begriffen bürgerliche Gesellschaft und Bürgergesellschaft, hat diese jedoch seit den 1990er Jahren in zahlreichen Kontexten sowie als Übersetzungsbegriff des englischen civil society weitgehend abgelöst.

## Begriffsbildung und historische Semantik
Der Neologismus Zivilgesellschaft wurde zum ersten Mal 1989 von Wolfgang Fritz Haug gebraucht, um das italienische società civile in den Schriften Antonio Gramscis ins Deutsche zu übersetzen. Da Gramscis società civile auf Georg Wilhelm Friedrich Hegels Begriff der bürgerlichen Gesellschaft aufbaut, kann Zivilgesellschaft als Weiterentwicklung des Begriffs bürgerliche Gesellschaft verstanden werden. Bürgerliche Gesellschaft wiederum ist eine neuzeitliche Lehnübersetzung des lateinischen societas civilis bzw. des altgriechischen koinonia politiké (κοινωνία πολιτική). Daher kann die Begriffsgeschichte der Zivilgesellschaft bis in die Polis der griechischen Antike zurückverfolgt werden.
Aristoteles (384-321 v. Chr.) verwendet als erster den Ausdruck koinonia politiké, dessen lateinische Übersetzung societas civilis später von Cicero (106-43 v. Chr.) in den Diskurs eingeführt wird und etymologisch am Anfang der Begrifflichkeit steht. Bei Aristoteles umfasst der Begriff das Gemeinwesen insgesamt – ohne zwischen ‚Staat’ und ‚Gesellschaft’ zu unterscheiden – und charakterisiert ihn als Sammlung von Menschen, die in einer ohne Zwang zustande gekommenen politischen Ordnung vereint sind. Zivilgesellschaft beschreibt in diesem Sinne alles, was über das unmittelbar Partikulare oder Individuelle hinausgeht. Dieses ist Gegenstand der von Aristoteles begründeten politischen Wissenschaft, deren Blick somit nicht auf staatliches Handeln begrenzt ist. Damit ist Aristoteles zugleich der Begründer einer Definition von Zivilgesellschaft als Handlungslogik, denn seine politische Ordnungsvorstellung verfolgt das normative Ziel eines guten Lebens „unter Häusern und Geschlechtern zum Zwecke eines vollkommenen und sich selbst genügenden Daseins“. Dazu gehören für ihn Verwandtschaftsbeziehungen, aber auch religiöse und gesellige Vereinigungen. Sie „sind das Werk der Freundschaft; denn es ist Freundschaft, wenn man sich entschließt, zusammenzuleben“. Leonardo Bruni (ca. 1369-1444) geht in seiner Übersetzung von Aristoteles noch weiter, indem er den von diesem verwendeten Begriff Polis ganz generell mit societas civilis übersetzt.
Eine erste Differenzierung findet sich bei John Locke (1632–1704), der dem 7. Kapitel seines Hauptwerks ‚The Second Treatise of Government‘ (1690, dt. Über die Regierung) den Titel ‚Of Political or Civil Society (dt. Die politische oder bürgerliche Gesellschaft) gab; ebenso bei Adam Ferguson (1723–1816) in ‚An Essay on the History of Civil Society‘ (1767, dt. Versuch über die Geschichte der bürgerlichen Gesellschaft). Die Wortwahl in den Übersetzungen markiert allerdings die bis heute fortlebenden Schwierigkeiten in der Begriffsbestimmung, da der Begriff der bürgerlichen Gesellschaft vor allem durch Georg Wilhelm Friedrich Hegel geprägt ist, der in seiner Rechtsphilosophie (1820) damit ein Stadium menschlicher Gemeinschaft bezeichnet, das er auf einer Entwicklungsstufe zwischen der Familie und dem Staat, der höchsten Stufe, ansiedelt. Weder diese Hierarchisierung noch die Subsumierung aller Gemeinschaftsformen zwischen Familie und Staat, also insbesondere auch der Wirtschaftsunternehmen, sind heute für die Eingrenzung des Begriffs civil society akzeptabel. Dies hat u. a. der Marxist Antonio Gramsci (1891–1937) herausgearbeitet, der in seinen, in der Haft zwischen 1929 und 1935 geschriebenen ‚Gefängnisheften‘ ausführlich auf die società civile eingeht.
Für die weitere Entwicklung bestimmende Impulse im Sinne einer weiteren Ausdifferenzierung kamen aus den USA. Dort hatte schon Alexis de Tocqueville (1805–1859) während seiner 1826 unternommenen Reise das sehr aktive Vereinswesen und stark ausgeprägte bürgerschaftliche Engagement beobachtet, das er später ausführlich beschrieb (De la démocratie en Amérique, 2 Bde. 1835/40) und als Grundvoraussetzung für eine funktionierende Demokratie darstellte. In den USA entstand auch bereits im 19. Jahrhundert unter diesem Vorzeichen eine intensive Debatte, die zahlreiche Publikationen hervorbrachte (s. bspw. Henry David Thoreau: Civil Disobedience, 1849).
Insoweit hat sich unter amerikanischem Einfluss zunächst ein Bedeutungswandel im Sinne einer weiteren Ausdifferenzierung des englischen Begriffs vollzogen, für den zwingend ein neues deutsches Äquivalent zu suchen war. Der Ausdruck Bürgergesellschaft erschien hierfür nicht angemessen, weil dieser teilweise bereits als normative Beschreibung einer insgesamt von den Bürgern her organisierten Gesellschaft besetzt war. Zwar ist auch der in den 1990er Jahren eingeführte Begriff der Zivilgesellschaft etwas verwirrend, da darunter auch ein Gegensatz zu einer „Militärgesellschaft“ verstanden werden könnte. Dennoch hat sich dieser Begriff auch im deutschen Sprachraum durchgesetzt. Die Enquete-Kommission Zukunft des bürgerschaftlichen Engagements (1999–2002) hat hierzu durch konsequente Anwendung nicht unwesentlich beigetragen.

## Theorie
Dass es in einer Gesellschaft freiwillig zustande gekommene Organismen gibt, in denen Menschen unabhängig von ihren ökonomischen Zielen und Bedürfnissen kollektiv agieren, ist kein neues und auch keineswegs allein ein europäisches Phänomen. Heterarchische Vereinigungen (Bewegungen, Vereine, Gesellschaften) und hierarchische Institutionen (Stiftungen), die von der politischen Herrschaft unterscheidbar sind und dieser sehr allgemeinen Definition folgen, gibt es, soweit erkennbar, historisch in jeder Kultur. Der weltweit einzige Versuch, sie radikal zu beseitigen und die Identifizierung und Loyalität der Menschen allein auf den nationalen Staat auszurichten – die französische Revolution – hat dem Entstehen einer autokratischen Struktur Vorschub geleistet und war auf mittlere Frist auch nicht erfolgreich.
Die Entwicklung der modernen Zivilgesellschaft, die im 20. Jahrhundert einsetzt, speist sich aus mehreren älteren Traditionslinien. Dazu gehören
- die zunehmend säkularisierten Wohlfahrtsorganisationen, für die gerade in Deutschland das Subsidiaritätsprinzip entwickelt wurde,
- bürgerliche Gesellschaften zur Förderung von Bildung, Forschung und Kultur,
- Geheimbünde (bspw. Freimaurer),
- eine Vielzahl von Geselligkeitsvereinigungen sehr unterschiedlicher Prägung,
- vaterländische Vereinigungen zur Unterstützung nationaler Anliegen,
- studentische Korporationen,
- politisch agierende Bewegungen, etwa Arbeiter- oder Frauenvereine und Gewerkschaften,
- Stiftungen und vergleichbare philanthropische Einrichtungen,
- kirchliche Laienzusammenschlüsse,
- Zusammenschlüsse von Minderheiten und bedrängten Personengruppen,
- Zusammenschlüsse von Menschen mit alternativen Lebensgestaltungskonzepten, bspw. Jugendbewegungen.

Auf eine förmliche Verfassung oder gar eine Anerkennung oder Registrierung durch die Staatsorgane kam es zu keiner Zeit an. Überwiegend wirkten diese Organismen auf eine Heterarchisierung der Gesellschaft hin. Dies gilt insbesondere auch für die seit den späten 1960er Jahren entstehenden neuen sozialen Bewegungen, die unterschiedliche gesellschaftliche Ziele verfolgten (bspw. Friedensbewegung, Anti-Atomkraft-Bewegung). Nicht zu übersehen ist allerdings, dass sich auch militante und für eine Dedemokratisierung oder Hierarchisierung kämpfende Organisationen herausbildeten, die bspw. in der Schlussphase der Weimarer Republik wesentlich zur Entstehung der Diktatur beigetragen haben. Andererseits haben die nach 1975 auf der Grundlage der von den europäischen Regierungen vereinbarten Schlussakte der KSZE (Prinzip VII und Absichtserklärungen des III. Korbs) in Mittel- und Osteuropa entstehenden Menschen- und Bürgerrechtsbewegungen (bspw. Solidarnosc, Charta 77) entscheidend zum Transformationsprozess beigetragen und das Konzept einer politisch aktiven Zivilgesellschaft beispielhaft vorgelebt. Neben den älteren Traditionen, die allmählich Eingang in dieses Konzept fanden, bildeten sie einen eigenen, für die weitere Entwicklung überaus wichtigen Traditionsstrang.
Gegenstand der Forschung war dieses Feld in Deutschland kaum, was schon Max Weber in seiner berühmten Rede auf dem 1. Deutschen Soziologentag (1910) kritisierte. Die von dem Staats- und Verwaltungsrechtler Ernst-Wolfgang Böckenförde (1930–2019) zuerst 1964 getroffene, später als Böckenförde-Diktum bekannt gewordene Feststellung, der freiheitliche, säkularisierte Staat lebe von Voraussetzungen, die er selbst nicht garantieren könne, blieb lange Zeit Episode.
In den USA dagegen war die Demokratisierung der Gesellschaft seit John Dewey (1859–1952) Gegenstand intensiver Forschung, wodurch vor dem Hintergrund der dort intensiv rezipierten Beobachtungen von Tocqueville auch die freiwilligen Zusammenschlüsse und ab dem späten 19. Jahrhundert aufgrund der intensiven und kontrovers diskutierten Philanthropie sehr wohlhabender und einflussreicher Bürger auch die Stiftungen in das Blickfeld einer kritischen wissenschaftlichen Begleitung gerieten. Ab der Mitte des 20. Jahrhunderts prägten unter anderen Karl Poppers Theorie der offenen Gesellschaft und Hannah Arendts Konzept der Vita activa oder Vom tätigen Leben die Debatte. 1965 stieß Richard Cornuelle mit seinem Buch ‚Reclaiming the American Dream‘ die bis heute andauernde Debatte um die Rollenverteilung im öffentlichen Raum an, indem er staatliche Systeme für unfähig, den gesondert zu betrachtenden Bereich der fertwilligen Assoziationen hingegen für prädestiniert erklärte, um sozialen Fortschritt zu bewerkstelligen.
Durch Andrew Arato (geb. 1944) und Jean L. Cohen (geb. 1946) wurden unter dem Eindruck der breiten Protestbewegungen gegen Rassendiskriminierung und den Vietnamkrieg die theoretischen Grundlagen einer politischen Zivilgesellschaft gelegt. Amitai Etzioni (1929–2023), der das Konzept des Kommunitarismus entscheidend beeinflusste, und später Robert Putnam (geb. 1941,) die in der Tradition Tocquevilles den gesellschafts- und demokratierelevanten Eigenwert freiwilligen Engagements betonten, das nicht auf fremdbestimmte Arbeit für den Lebensunterhalt ausgerichtet ist. Putnam prägte, darin Böckenförde verwandt, eine Kategorie des Sozialkapitals, indem er die Qualität demokratischer Prozesse in Beziehung zum Vorhandensein gesellschaftlicher Netzwerke setzte. Lester Salamon, Helmut K. Anheier und andere lieferten ab ca. 1990 erstmals und in international vergleichbarer Form sozioökonomische Daten, die eine empirische Erfassung des Feldes ermöglichten.
In Deutschland trat Jürgen Habermas (geb. 1929) mit dem von Joseph Bessette geprägten und von ihm wesentlich weiterentwickelten Begriff der deliberativen Demokratie an die Öffentlichkeit, die er als für das Funktionieren der Demokratie zwingend und vor allem in der Zivilgesellschaft verortet ansieht. Ralf Dahrendorf (1929–2009) stellte eine systematische Dreiteilung gesellschaftlicher Kräfte (Staat, Markt, Zivilgesellschaft) fest und würdigte einen kontroversen und konfliktbeladenen Umgang zwischen diesen Kräften als wichtige Produktivkraft gesellschaftlicher Prozesse. Eine aktive Zivilgesellschaft bildet insoweit die Voraussetzung für das Funktionieren der Demokratie; allerdings gilt dies nicht umgekehrt. Auch führt das Vorhandensein einer Zivilgesellschaft nicht unbedingt zur Herausbildung einer Demokratie.
Bis heute wird in Deutschland die Frage diskutiert, ob Zivilgesellschaft (normativ) als Handlungslogik oder (analytisch) als Bereichslogik zu definieren sei. Als international anschlussfähig hat sich ausschließlich die Bereichslogik erwiesen, wobei besonders in jüngster Zeit eine Diskussion eingesetzt hat, inwieweit diese doch normativ bestimmt sein muss, um Merkmale einer „guten“ Zivilgesellschaft herausarbeiten und diese von demokratietheoretisch nicht wünschbaren Erscheinungsformen von Zivilgesellschaft trennen zu können. Die Zugehörigkeit insgesamt auf Akteure zu beschränken, die normativ gutgehießen werden oder zumindest zu tolerieren sind, führt allerdings in schwierige methodologische Probleme und kann nicht als weiterführend bezeichnet werden.

## Definition
Der Begriff Zivilgesellschaft (englisch civil society) hat sich als Bezeichnung für die Arena kollektiven Handelns im öffentlichen Raum neben denen des Marktes und des Staates gegenüber anderen Begrifflichkeiten (bspw. gemeinnütziger Sektor, Dritter Sektor) durchgesetzt. Die hierzu gehörenden Akteure werden als zivilgesellschaftliche Organisationen (ZGO) bezeichnet englisch civil society organisations – CSO, nach wie vor aber auch als NGO oder NPO.

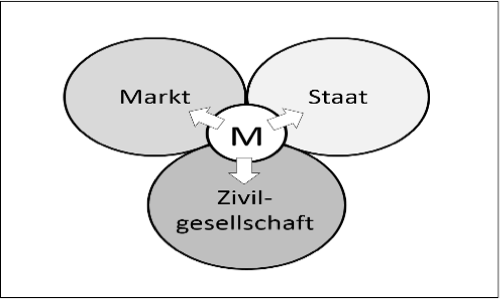
Der Mensch zwischen den Arenen Markt, Staat und Zivilgesellschaft

Zum unmittelbaren persönlichen Bereich (M) gehört in diesem Sinn der einzelne Mensch in seiner unverwechselbaren Singularität und Würde, gehören aber auch die Familie, in die er hineingeboren oder hineingewachsen ist und sein enges Umfeld.
Zur Arena Staat gehören die Nationalstaaten, regionale und lokale Gebietskörperschaften und transnationale Vertragssysteme sowie andere mit der Ausübung von staatlichen Ordnungsaufgaben beauftragte Institutionen und Organisationen. Ihr gemeinsames Merkmal ist die Teilhabe an der Ausübung der hoheitlichen Gewalt. Nur der Staat erhebt beispielsweise zwangsweise Steuern und kann andererseits aufgrund von Gesetzen Menschen zu bestimmten Handlungen oder Unterlassungen zwingen.
Zur Arena Markt zählen die Unternehmen, die darauf gerichtet sind, Rohstoffe, Produkte und Dienstleistungen zu erzeugen. Dazu gehören multinationale, globale Konzerne ebenso wie kleine und kleinste Produktions-, Handwerks- oder Handelsunternehmen. Ihr gemeinsames Merkmal ist die Absicht, Gewinne zu erzielen.
Zur Arena Zivilgesellschaft gehören organisierte Bewegungen, Organisationen und Einrichtungen sowie unorganisierte oder spontane kollektive Aktionen und Aktionen von Einzelpersonen, die ebenso im öffentlichen Raum agieren. Diese Akteure können von anderen oder von der Gesellschaft insgesamt Zustimmung oder auch scharfe Ablehnung erfahren. Die zur Zivilgesellschaft gehörenden Akteure sind sehr unterschiedlich – in Größe ebenso wie in Funktion und Ziel, haben aber gemeinsame Merkmale, die sie von staatlichen und gewinnorientierten Organisationen unterscheiden. Sie
- handeln selbstermächtigt und selbstorganisiert,
- sind auf Freiwilligkeit gegründet,
- verfolgen subjektiv Ziele des allgemeinen Wohls,
- nehmen keine staatlichen im Sinne von hoheitlichen Aufgaben wahr,
- verzichten auf die Teilnahme an der Organisation von politischer Macht,
- sind nicht auf Gewinnerzielung ausgerichtet,
- schütten Überschüsse aus ihrer Tätigkeit nicht an Mitglieder, Gesellschafter oder Dritte aus.
- sind zu einem wesentlichen Teil auf Geschenke von Empathie, Zeit, materiellen Ressourcen und andere angewiesen.

Zur Zivilgesellschaft gehören in Deutschland rund 800.000 organisierte Bewegungen, Organisationen und Einrichtungen sowie zahlreiche unorganisierte oder spontane kollektive Aktionen. Die Heterogenität der Zivilgesellschaft ist ebenso groß wie die der anderen Arenen. Zivilgesellschaftliche Akteure lassen sich unter verschiedenen Gesichtspunkten unterschiedlichen Subsektoren zuordnen.

## Erscheinungsformen
Zivilgesellschaftliche Organisationen lassen sich einteilen:
A. nach ihrer Funktion (NB: Viele Akteure sind in mehreren Funktionen aktiv.)
1. Dienstleistungen (z. B. Hilfe für sozial Bedürftige und Schwache)
2. Themenanwaltschaft (engl. advocacy) (z. B. Eintreten für Naturschutz)
3. Wächter (z. B. Verbraucherschutz)
4. Mittler (z. B. Förderstiftungen)
5. Selbsthilfe (z. B. Patientenselbsthilfen)
6. Gemeinschaftsbildung (z. B. Laienmusik)
7. politische Mitgestaltung (z. B. Protestbewegungen)
8. persönliche Erfüllung (z. B. Religionsgemeinschaften)

B. nach ihrem Verhältnis zur Gesellschaft
1. unterstützend (z. B. staatliches Handeln ergänzend / ersetzend)
2. sich absondernd (z. B. Vereinigungen von Minderheiten)
3. die Stimme erhebend (z. B. Menschenrechtsgruppen)

C. nach ihrem Verhältnis zu den anderen Arenen
1. korporatistisch (Teil eines übergreifenden Systems)
2. pluralistisch (unabhängig agierend)

D. nach ihrer Organisationsform
1. assoziative Organisationen (Vereine)
2. gebundene Organisationen (Stiftungen)
3. Organisationen im Eigentum von Außenstehenden (Gesellschaften)

E. nach ihren Zielen, bspw.
1. Wohlfahrtspflege
2. Forschung
3. Bildung und Erziehung
4. Kultur
5. Natur- und Umweltschutz
6. Sport
7. Menschen- und Bürgerrechte
8. Religion usw.

F. nach ihrem Grad ihrer Verfasstheit und Konsistenz
1. spontane Zivilgesellschaft
2. Bewegungen
3. Organisationen
4. Institutionen

Viele Akteure der Zivilgesellschaft glauben, nur die Akteure, die dem gleichen Subsektor angehören und zu bestimmten gesellschaftlichen Fragen eine ähnliche Position einnehmen wie sie selbst, würden zur Zivilgesellschaft gehören. Auch in der Öffentlichkeit werden oft nur einzelne Akteure als zur Zivilgesellschaft gehörig betrachtet. Dies ist aber falsch. Zivilgesellschaft ist ein analytischer und weit zu fassender Begriff, der zunächst nichts mit Zivilität oder anderen normativen Kategorien zu tun hat. Sie hat daher auch eine dunkle Seite (dark side of civil society).

## Rahmenbedingungen
Die Rahmenbedingungen für die Zivilgesellschaft setzt der Staat, weil die Bürgerinnen und Bürger diesem das Mandat dazu erteilt haben. Der Staat ist darin aber nicht frei, sondern an die Grundprinzipien unserer Gesellschaft, an Verfassungen und völkerrechtliche Vereinbarungen gebunden.
Eine aktive, selbständige Zivilgesellschaft ist in einem demokratisch verfassten Gemeinwesen systemrelevant und demokratiekonform. Ihr Tätigwerden gründet auf Rechten, die jeder Bürgerin und jedem Bürger von Natur aus innewohnen. Die Rechte sind im Grundgesetz verbrieft, gehen jeder Verfassung aber voraus; zu ihrer Achtung hat sich Deutschland in zahlreichen völkerrechtlich verbindlichen Erklärungen und Verträgen verpflichtet. Spätestens, seit die UNO 2005 den Grundsatz ›Responsibility to Protect‹ (R2P) verabschiedet hat, können diese Rechte von der Völkergemeinschaft auch gegen nationale Regierungen durchgesetzt werden. Die Staatssouveränität findet hier ihre Grenzen. Deutschlands Mitgliedschaft in der Europäischen Union ist zudem zwingend daran gebunden, dass Menschen- und Bürgerrechte, die Herrschaft des Rechts und Demokratie die handlungsleitenden Prinzipien jeder gesetzgebenden, richterlichen und exekutiven Gewalt bilden. Das Gewaltmonopol, das die Bürgerinnen und Bürger dem Staat eingeräumt haben, ja überhaupt das Mandat, das sie ihm als Herrinnen und Herren des Verfahrens erteilt haben, findet hier seine Grenze. Die Tätigkeit selbstermächtigter, selbstorganisierter, unabhängiger kollektiver Akteure im öffentlichen Raum unterliegt insofern nicht der Disposition staatlicher Organe, ist schon gar nicht und in keiner Weise eine Konzession mit Genehmigungsvorbehalt, sondern ein originäres, nicht anzutastendes Recht aller Bürgerinnen und Bürger.
Zu den verbindlichen Rahmenbedingungen der Zivilgesellschaft zählen insbesondere:
- die allgemeine Erklärung der Menschenrechte, verabschiedet durch eine Resolution der Vereinten Nationen (1948);
- die Europäische Konvention zum Schutz der Menschenrechte und Grundfreiheiten (1950) mit späteren Zusatzprotokollen;
- die Charta der Grundrechte der Europäischen Union (2000);
- das Grundgesetz für die Bundesrepublik Deutschland (1949) mit späteren Änderungen, insbesondere Abschnitt I (Die Grundrechte);
- die Verfassungen der Länder der Bundesrepublik Deutschland.

Der deutsche Gesetzgeber hat zahlreiche gesetzliche Rahmenbedingungen für die Zivilgesellschaft erlassen und darüber hinaus die Regierung zum Erlass von Verwaltungsvorschriften ermächtigt. Allerdings sind diese zu einem nicht geringen Teil älter als die genannten Verfassungen und völkerrechtlichen Verpflichtungen und sind, wenn nicht dem Buchstaben, aber doch dem Sinne nach keineswegs immer mit diesen kompatibel.
In den letzten Jahren ist verstärkt eine öffentliche Debatte dazu entstanden, ob und inwieweit der Handlungsraum der Zivilgesellschaft über Gebühr eingeschränkt wird. Dies findet in autokratischen Regimen auch durch Einschüchterung, polizeiliche Gewalt und dergl. statt. Aber auch in Deutschland und anderen westeuropäischen Ländern lassen sich Tendenzen beobachten, durch gesetzliche und administrative Regelungen zivilgesellschaftliche Akteure in der Entfaltung ihrer öffentlichen Wirksamkeit zu behindern.

## Organisationsformen
Die organisierte Zivilgesellschaft ist im Wesentlichen in einer der folgenden Organisationsformen organisiert:
1. Verein: Der Verein ist die typische und häufigste Form, in der sich Zivilgesellschaft organisiert. Ihre Gründung beruht auf dem Grundrecht der Vereinigungsfreiheit und ist nicht von einer staatlichen Genehmigung abhängig. Allerdings lassen sich Vereine, die im Rechts- und Geschäftsverkehr mehr als nur in unwesentlichem Umfang auftreten wollen, in das staatliche Vereinsregister eintragen. Das Grundprinzip des Vereins ist der ständige Willensbildungsprozeß seiner Mitglieder. Dieser darf durch die Satzung des Vereins in gewissem Umfang beschränkt, aber nicht aufgehoben werden. Die Einzelheiten sind in einer Satzung geregelt. Der gesetzliche Rahmen findet sich im Wesentlichen im Bürgerlichen Gesetzbuch (§§ 21 ff.)
2. Stiftung: Die Stiftung ist eine auf die Dauer ihres Bestehens an den Willen der Stifterin/des Stifters gebundene Organisation. Die Organe der Stiftung sind insoweit in ihren Entscheidungen nicht frei. Stiftungen kommen in mehreren Rechtsformen vor, insbesondere als rechtsfähige Stiftungen bürgerlichen Rechts (geregelt im BGB, §§ 80 ff.) und als nicht rechtsfähige Treuhandstiftungen (geregelt im Treuhandrecht im BGB ohne besondere Erwähnung der Treuhandstiftung). Die Einzelheiten sind in einer Verfassung oder Satzung geregelt.
3. Gemeinnützige Kapitalgesellschaft: GmbH, Aktiengesellschaften und Unternehmer- gesellschaften (haftungsbeschränkt) gehören, sofern sie sich zu den allgemeinen Grundsätzen zivilgesellschaftlicher Organisationen bekennen, zur Zivilgesellschaft. Dies ist jedoch nur ausnahmsweise der Fall. Die Einzelheiten sind in einem Gesellschaftsvertrag geregelt.
4. Genossenschaft: Genossenschaften können der Zivilgesellschaft zugerechnet werden, sofern sie als gemeinnützigen Zwecken dienend anerkannt werden. Der jeder Genossenschaft eigene Doppelzweck (Gemeinwohl und Gewinn) reicht hierfür nicht aus. Die Einzelheiten sind in einer Satzung geregelt.
5. Gesellschaft bürgerlichen Rechts: Zivilgesellschaftliche Bewegungen und Gruppen, auch solche, die spontan entstehen, erwerben, sofern ihr Handeln als gemeinsames Handeln erkennbar wird, automatisch und ohne eigenes Zutun den Status einer Gesellschaft bürgerlichen Rechts (GbR). Diese sind Personengesellschaften. Sie bedürfen keiner Satzung, können jedoch eine Satzung haben, in der Einzelheiten des gemeinsamen Handelns geregelt sind.

Vereine und Stiftungen gehören in der Regel zur Zivilgesellschaft und sind überwiegend (sofern sie bestimmte Kriterien erfüllen), aber nicht notwendigerweise, gemäß §§ 51 ff. Abgabenordnung als gemeinnützigen, mildtätigen oder kirchlichen Zwecken dienend anerkannt und von Ertrags- und Vermögensteuern befreit. Kapitalgesellschaften und Genossenschaften können ausnahmsweise als gemeinnützigen, mildtätigen oder kirchlichen Zwecken dienend anerkannt und von Ertrags- und Vermögensteuern befreit werden, wenn sie die Kriterien dafür erfüllen.

## Normative Aspekte
Ausgehend von dem Prinzip, wonach der Mensch in seiner grundsätzlichen Freiheit im Mittelpunkt steht, und dem daraus abgeleiteten Grundsatz einer umfassenden Subsidiarität kann sich eine normative Bewertung zivilgesellschaftlichen Handelns zunächst auf die vielfach niedergelegten Prinzipien der Menschen- und Bürgerrechte, der Herrschaft des Rechts, der Demokratie und der kulturellen Traditionen stützen. Zu diesen fundamentalen Prinzipien treten weitere, die Gegenstand von Diskussionen sind. Hierzu zählen beispielsweise ein Bekenntnis zur prinzipiellen Gewaltfreiheit, das Bekenntnis zu einer pluralistischen Gesellschaft, der Respekt vor anderen Lebensformen und -entwürfen sowie vor gegenteiligen Positionen, das Recht auf freie Assoziation und das Bekenntnis zu Transparenz, dem Grundsatz der offenen Gesellschaft, wonach Akteure, die für das Gemeinwohl zu arbeiten vorgeben, der Öffentlichkeit ihre Ziele, ihre Finanzierung und ihre Entscheidungswege offenzulegen haben. Ebenso lässt sich die Anerkennung aller funktionalen Ausformungen, darunter insbesondere das Recht auf politische Mitgestaltung im Sinne einer kritischen Öffentlichkeit, als Prinzip einer guten Zivilgesellschaft benennen. Wer etwa glaubt, nur Dienstleister oder nur Themenanwälte gehörten zur Zivilgesellschaft, kann selbst nicht als guter zivilgesellschaftlicher Akteur gelten. Schließlich erscheinen ein Bekenntnis zu einer kosmopolitischen Weltordnung sowie ein überdurchschnittliches gegenseitiges Vertrauen als wichtige Kriterien. Sie lassen sich unter dem Begriff der Zivilität zusammenfassen, wodurch eine Brücke zu einer Handlungslogik der Zivilgesellschaft geschlagen wird.
Organisationen, die dies ganz oder teilweise ablehnen, werden in unserer Gesellschaft der dunklen Seite der Zivilgesellschaft zugerechnet. Faschistoide und andere totalitäre Gruppierungen zählen dazu. Diesen und ihren Mitgliedern geht häufig auch der Respekt vor anderen Positionen und Lebensentwürfen ab. Selbst die gegenüber dem Respekt deutlich schwächere Toleranz anderer Meinungen und Lebensentwürfe wird von solchen Gruppierungen regelmäßig in Frage gestellt.
Akkreditierungen, etwa bei der UNO oder EU, bilden hingegen ebenso wenig eine Grundlage für eine Ausgrenzung bestimmter Akteure wie deren steuerlicher Status. Es ist keineswegs so, dass nur steuerbegünstigte Körperschaften im Sinne der Abgabenordnung zur Zivilgesellschaft gehören; ebenso wenig bedarf es einer wie immer gearteten Anerkennung durch staatliche oder sonstige Stellen. Das Prinzip der Selbstermächtigung bietet, zumal im Zusammenhang mit Selbstorganisation, schon eher ein wertendes Kriterium. Ein Indikator schließlich, der für die Zivilgesellschaft bedeutend ist, ist dennoch für die Bewertung der Zugehörigkeit einer Organisation schwierig: das bürgerschaftliche Engagement, früher meist Ehrenamt genannt. Richtig ist, dass sich dieses zu über 80 % in Organisationen der Zivilgesellschaft verwirklicht und dass diese durch dieses freiwillige und im Wesentlichen unentgeltliche Engagement geprägt wird. Jedoch kann umgekehrt einer Organisation, die nicht durch Engagement gekennzeichnet ist, nicht schon deshalb die Zugehörigkeit zur guten Zivilgesellschaft abgesprochen werden.

### Allgemein
- Institut für Entwicklung und Frieden der Gerhard-Mercator-Universität Duisburg Zivilgesellschaft – eine vielschichtige Debatte (PDF; 469 kB), abgerufen am 20. August 2022.
- Forschungsschwerpunkt „Zivilgesellschaft und Demokratie“. Westfälische Friedrich-Wilhelms-Universität Münster – Institut für Politikwissenschaft, abgerufen am 20. August 2022.
- Institut für Philanthropie und Zivilgesellschaft. Maecenata Stiftung, abgerufen am 10. Juni 2014.
- Förderverein Zivilgesellschaftsforschung. Abgerufen am 10. Juni 2014.

### Sonderaspekte
- Zivilgesellschaft und Revolution – Antonio Gramscis Definition eines Begriffs, der zum Modewort wurde
- Initiativen für Zivilgesellschaft und demokratische Kultur – Website der Amadeu Antonio Stiftung
- Alain Touraine: Loblied auf die Zivilgesellschaft. In: Die Zeit Nr. 49, 1999.
- Ruth Simsa: Die Zivilgesellschaft als Hoffnungsträger zur Lösung gesellschaftlicher Probleme? – Zwischen Demokratisierung und Instrumentalisierung gesellschaftlichen Engagements. (PDF) In: Europäische Integration als Herausforderung – Rolle und Reform der sozialen Dienste in Europa soziale-dienste-in-europa.de, Oktober 2001.
- Philanthropie und Zivilgesellschaft (Memento vom 10. März 2013 im Internet Archive), Schwerpunkt-Thema auf der Website des Goethe-Instituts China